# Isoperla albanica
Isoperla albanica is een steenvlieg uit de familie Perlodidae. De wetenschappelijke naam van de soort is voor het eerst geldig gepubliceerd in 1964 door Aubert.